# Vogel (Slovénie)
Pour les articles homonymes, voir Vogel.
Vogel est un sommet (1 923 m) situé près de Ukanc dans la région de Haute-Carniole, dans le nord-ouest de la Slovénie.

## Domaine skiable
Vogel désigne également la station de ski de taille moyenne qui a été développée à proximité de ce sommet, sur les pentes du mont Šija (1 880 m).
Le domaine skiable - l'un des sept plus importants de Slovénie - est situé sur le territoire du parc national du Triglav, et offre une vue directe sur le mont Triglav. Il est relié depuis le fond de vallée par un téléphérique. Avec Kanin, il s'agit de l'une des très rares stations de Slovénie à offrir une ambiance de haute montagne ainsi que des possibilités intéressantes de ski hors-pistes. Le domaine est très ensoleillé et riche en neige naturelle (l'enneigement artificiel y est interdit car situé au sein d'un Parc national), ce qui explique que la saison y dure jusque début mai. Depuis la construction de la première remontée mécanique en 1964, le téléphérique a été rénové en 2001, et un télésiège 4 places moderne (Orlove glave) a remplacé le télésiège principal devenu archaïque. Les pistes de ski sont peu difficiles et d'une longueur et dénivelé relativement faibles (maximum 170 mètres), à l'exception de la longue piste rouge desservie par le télésiège 2 places Zadnji Vogel.